# Toronto (cocktail)
Pour les articles homonymes, voir Toronto (homonymie).
Le Toronto est un cocktail sec, calorique et légèrement amer, composé de whisky canadien, de Fernet-Branca, d'Angostura et de sucre ou de sirop de glucose. Un article de Brent Rose paru dans Gizmodo le décrit comme « cocktail le plus populaire qui utilise du Fernet ». Il porte le nom de la ville canadienne de Toronto.

## Histoire
Il a été enregistré pour la première fois sous le nom de « Fernet Cocktail » dans l'édition de 1922 de Cocktails : How to Mix Them de Robert Vermeire, dans lequel il déclare que le « cocktail est très apprécié par les Canadiens de Toronto ». L'importation de boissons alcoolisées en Ontario ayant été interdite à la suite du référendum de 1921 sur la prohibition, il n'aurait pas été facile de trouver une source fiable pour le Fernet de fabrication italienne. Il n'est pas clair si les Torontois mentionnés par Vermeire ont obtenu la boisson à Toronto avant la prohibition, ou dans son bar à Londres, en Angleterre.
En 1930, il était répertorié comme le Toronto Cocktail dans le livre Cocktail Bill Boothby's World Drinks and How to Mix Them de William « Cocktail » Boothby. Les recettes de Vermeire et de Boothby contiennent toutes deux des mesures égales de whisky de seigle et de Fernet-Branca. En 1948, il est cité comme le Toronto Cocktail dans le livre The Fine Art of Mixing Drinks de David A. Embury, et en 1949, une recette du Toronto Cocktail est incluse dans Esquire's Handbook for Hosts.

## Description
Le Toronto Cocktail est une variante du Old fashioned, avec l'ajout de Fernet-Branca.
Des variantes du cocktail substituent divers whiskys de seigle comme ingrédient principal, comme le whisky canadien ou le Old Overholt. La recette du Fernet Cocktail de Vermeire spécifiait 36 ml de cognac ou de whisky de seigle, et 36 ml de Fernet-Branca.
Le whisky de seigle complète le Fernet-Branca amer et l'empêche de dominer le cocktail. Le sucre ou sirop de glucose sont utilisés pour réduire l'amertume du cocktail.
Il peut être servi dans un verre à cocktail ou une coupe, et accompagné d'une tranche ou d'un zeste d'orange,. Il peut également être servi avec de la glace dans un verre old fashioned. Il a une saveur riche avec une légère amertume.

## Sources
- Paul Clarke, « Toronto Cocktail Recipe », Serious Eats (consulté le 13 septembre 2017)
- Tenaya Darlington et André Darlington, The New Cocktail Hour: The Essential Guide to Hand-Crafted Drinks, Running Press, 2016 (ISBN 9780762457274)
- Christina Palassio et Alana Wilcox, The Edible City, Coach House Books, 2005 (ISBN 9781552452196)
- (en) Brent Rose, « The most popular cocktail ingredient you've probably never heard of », Gizmodo, 20 septembre 2013 (consulté le 13 septembre 2017)
- Christine Sismondo, « The Toronto—a namesake cocktail you've never heard of », Toronto Star,‎ 14 octobre 2016 (lire en ligne, consulté le 13 septembre 2017)
- Shawn Soole et Nate Caudle, Cocktail Culture: Recipes and Techniques from Behind the Bar, TouchWood Editions, 2013 (ISBN 9781927129944)
- (en) « Toronto Cocktail », CocktailDB.com (consulté le 13 septembre 2017)
- (en) « Toronto Cocktail », Difford's Guide (consulté le 13 septembre 2017)